# Barrage de Campos Novos

Le barrage Campos Novos est un barrage sur le rio Canoas situé dans le Sud du Brésil, dans l'État de Santa Catarina. Il retient 1,472 milliard de m3. Sa construction démarre en 2001. En 2006, il est considéré comme le troisième plus haut ouvrage de ce type[Lequel ?] au monde, avec une hauteur de 202 m et une longueur de 592 m. Il est associé à une centrale hydroélectrique de 880 MW.

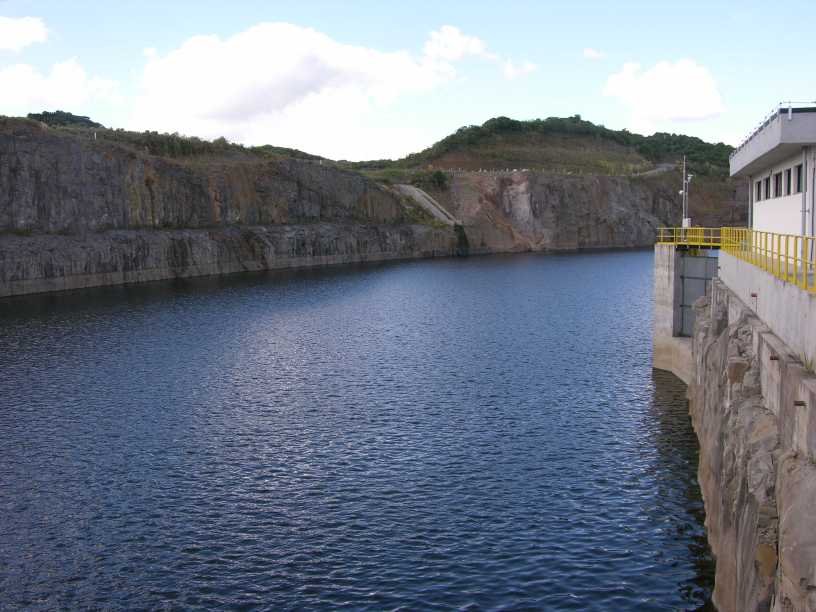
Campos Novos

## Coût
Sa construction a coûté 671 millions de dollars américains.

## Fuites
En juin 2006, des fuites importantes à la base du barrage ont causé l'écoulement de l'eau qu'il retenait. Les raisons exactes du bris étaient inconnues en juillet 2006,. Le tunnel de diversion fut réparé et les fuites furent colmatées en novembre 2006 et le réservoir rempli à nouveau à partir de mars 2007.

## Atteintes aux droits de l'homme
À la suite de cet accident, dont les causes furent cachées dans un premier temps par les partenaires du projet, il est apparu que ceux-ci avaient aussi maltraité les populations locales. Dans la foulée, une enquête sur les droits de l'Homme fut lancée par l'ONU.